# Народно-либеральная партия (Болгария)
Народно-либеральная партия (болг. Народнолиберална партия) — болгарская политическая партия, существовавшая с середины 1880-х годов до 1920 года.

## История
Основу будущей Народно-либеральной партии составила группа либералов, которая сформировалась вокруг Стефана Стамболова после государственного переворота и отстранения от власти Александра I Баттенбергского.
После убийства лидера партии Стефана Стамболова в 1895 году, её возглавил Димитр Петков. Затем начались переговоры об объединении с Либеральной партией Васила Радославова. Однако они не имели успеха, после чего партию возглавил Димитр Греков.
После смерти Димитра Грекова в 1901 году начались переговоры о создании коалиционного правительства с Демократической партией Петко Каравелова, однако они также не имели успеха.
После убийства Димитра Петкова в 1907 году авторитет партии начал падать. Её представители участвовали в коалиционном правительстве с Либеральной и Младолиберальной партиями во время Первой мировой войны.
После войны партия распалась на две фракции, возглавляемые Добри Петковым и Николой Генадиевым соответственно. На выборах 1919 года первая получила лишь два места, вторая — вообще одно. В 1920 году фракция Генадиева слилась с Либеральной (Радослависты) и Младолиберальной партиями в Национал-либеральную.

## Лидеры
- 1887—1895 — Стефан Стамболов
- 1895—1896 — Димитр Петков
- 1896—1901 — Димитр Греков
- 1901—1907 — Димитр Петков
- 1907—1919 — Никола Генадиев
- 1919—1920 — Добры Петков